# Minimally invasive day surgery
MIDS™ (Minimally Invasive Day Surgery) (ミニマリー・インベイシブ・デイ・サージェリー) は、日帰り手術の手法および概念である。。
この技術は、患者の身体的負担やタイムロス、経済損失を最小限に抑えることを目的としている。

## 概要
MIDS™ は、日帰りの腹腔鏡手術プロトコールに基づき開発された。
低侵襲手術と日帰り手術の調和を唱え、先進的な麻醉技術や医療機器を使用して、安全な日帰り手術を実現している。

### 主な特徴
- 短い院内滞在時間: 患者の回復を加速し、日帰りが可能な手術を実現。
- 最小限の侵襲: 低侵襲手術の中でもとくに低侵襲にこだわる。たとえば通常の12ミリのアクセスポートを5ミリに換装することなど。

Reduced Port Surgery（RPS）との関係
MIDS（Minimally Invasive Day Surgery）は、低侵襲性を追求するだけでなく、安全で快適な日帰り手術の実現を目指す包括的な手法である。その中には、Reduced Port Surgery（RPS）の概念を取り入れることもあるが、安全性や患者利益を最優先とする。RPSは術創の数や大きさを減らすアプローチであるが、その目的が患者の最終的なアウトカムに寄与する場合にのみ採用される。
たとえば、難症例に対し安全性を確保するためにアクセスポートを1つ追加することが日帰り手術としての最終アウトカムに寄与する場合、RPSに拘泥することはない。低侵襲性を追求することが、かえって安全性や患者利益を損なうリスクがあるため、個々の症例に応じた柔軟な対応が求められる。
外科医は、手術の局所的な技術や手法に集中しすぎるあまり、全体を俯瞰する視点を欠く場合がある。真に患者の利益にかなう手術を提供するためには、ゴールを見据えた行動が必要である。この点で単に技術的追求のみならず、患者ファーストを最前面に出した概念である。